# Palais de justice de Montréal

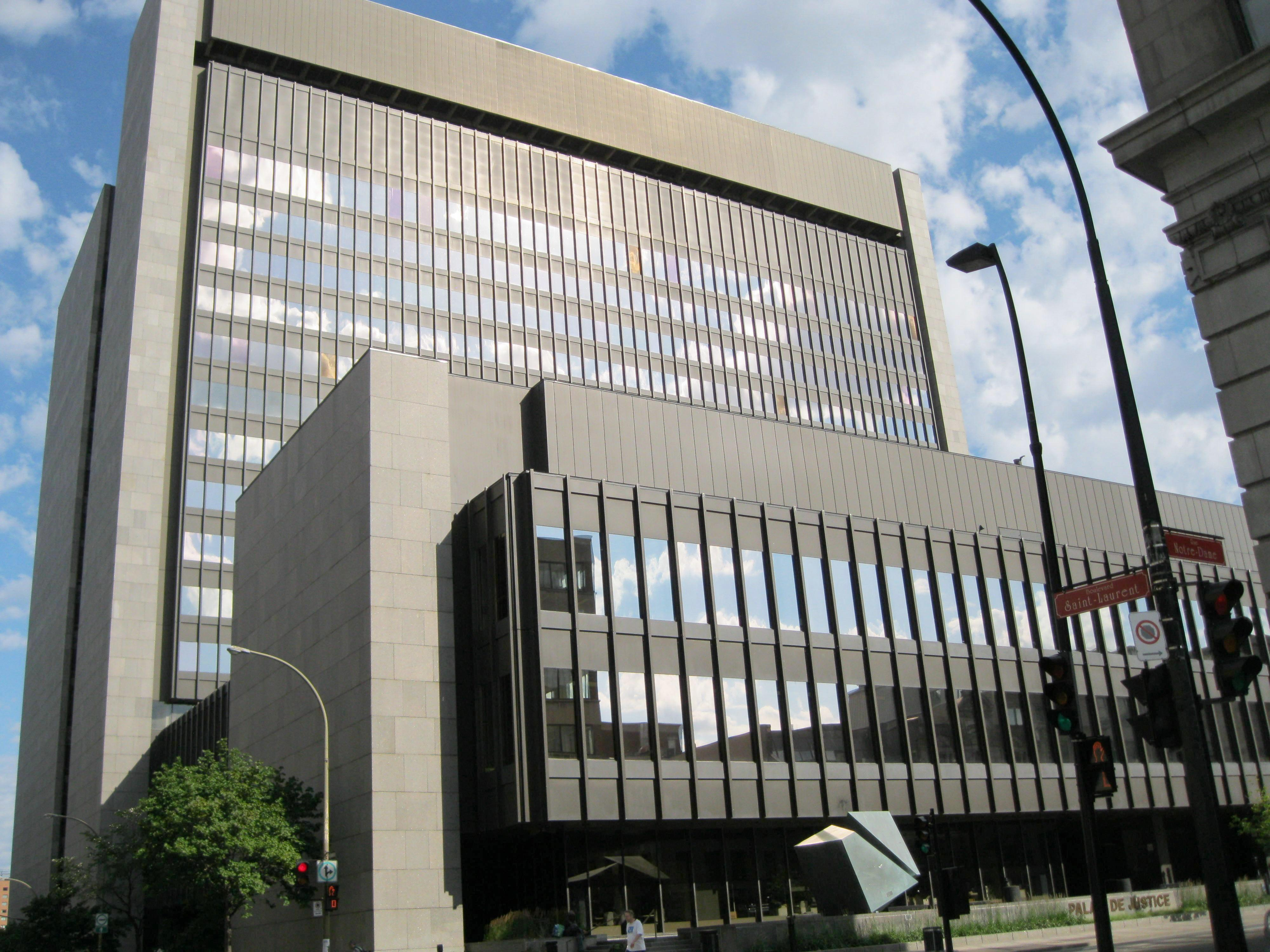
Le palais moderne, situé au 1 rue Notre-Dame Est.

Le palais de justice de Montréal est un édifice abritant différents tribunaux québécois et plusieurs bureaux administratifs liés au système de justice. Situé sur la rue Notre-Dame dans le Vieux-Montréal, il est le plus imposant palais de justice de la province, non seulement en termes de superficie, mais également en termes de dossiers qui y sont entendus. La Cour supérieure du Québec ainsi que la Cour du Québec, à l'exception de la Chambre de la jeunesse, sont hébergés dans le palais de justice et y entendent les dossiers du district judiciaire de Montréal.
Il s'agit du quatrième palais de justice qu'a connu Montréal durant son histoire. Le premier n'existe plus, mais les deux autres sont situés à proximité, soit l'édifice Lucien-Saulnier et l'édifice Ernest-Cormier.

## Localisation
L'actuel palais de justice de Montréal est situé au numéro 1 de la rue Notre Dame Est et est achevé en 1971. Il est conçu par les architectes Peter Barott et Pierre Boulva dans un style architectural international. 
Il remplace alors l'ancien palais de justice (édifice Ernest-Cormier), situé en face, au numéro 100 de la même rue. Le palais moderne entend depuis ce moment toutes les causes.

## Anciens palais de justice

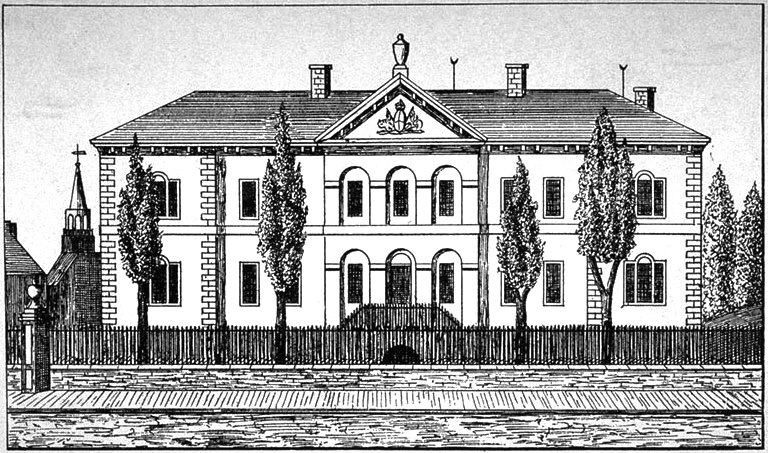
Le premier palais de justice, utilisé pour son usage initial de 1856 à 1970.

Des trois anciens palais de justice, seuls deux bâtiments existent encore, situés en face l'un de l'autre sur la rue Notre-Dame. Le tout premier, construit en 1800, a été détruit par un incendie en 1844. Le « Vieux palais » a été construit par la suite sur le même site.

### Le Vieux palais
Le « Vieux palais » (édifice Lucien-Saulnier), au 155 rue Notre-Dame Est, inauguré en 1856, s'inscrivait dans la tradition néo-classique très sobre de la première moitié du XIXe siècle. Le bâtiment a été conçu par les architectes John Ostell et Henri-Maurice Perrault.
Construit en pierre de taille au coût de 400 000 $, le bâtiment mesure 295 pieds de longueur sur 106 dans sa partie la plus large. Cet édifice de style ionique était un parfait modèle d'architecture victorienne.

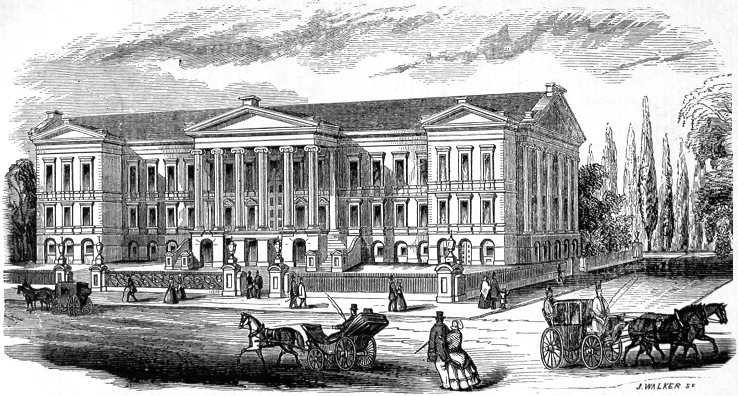
Illustration de sa conception (1854).
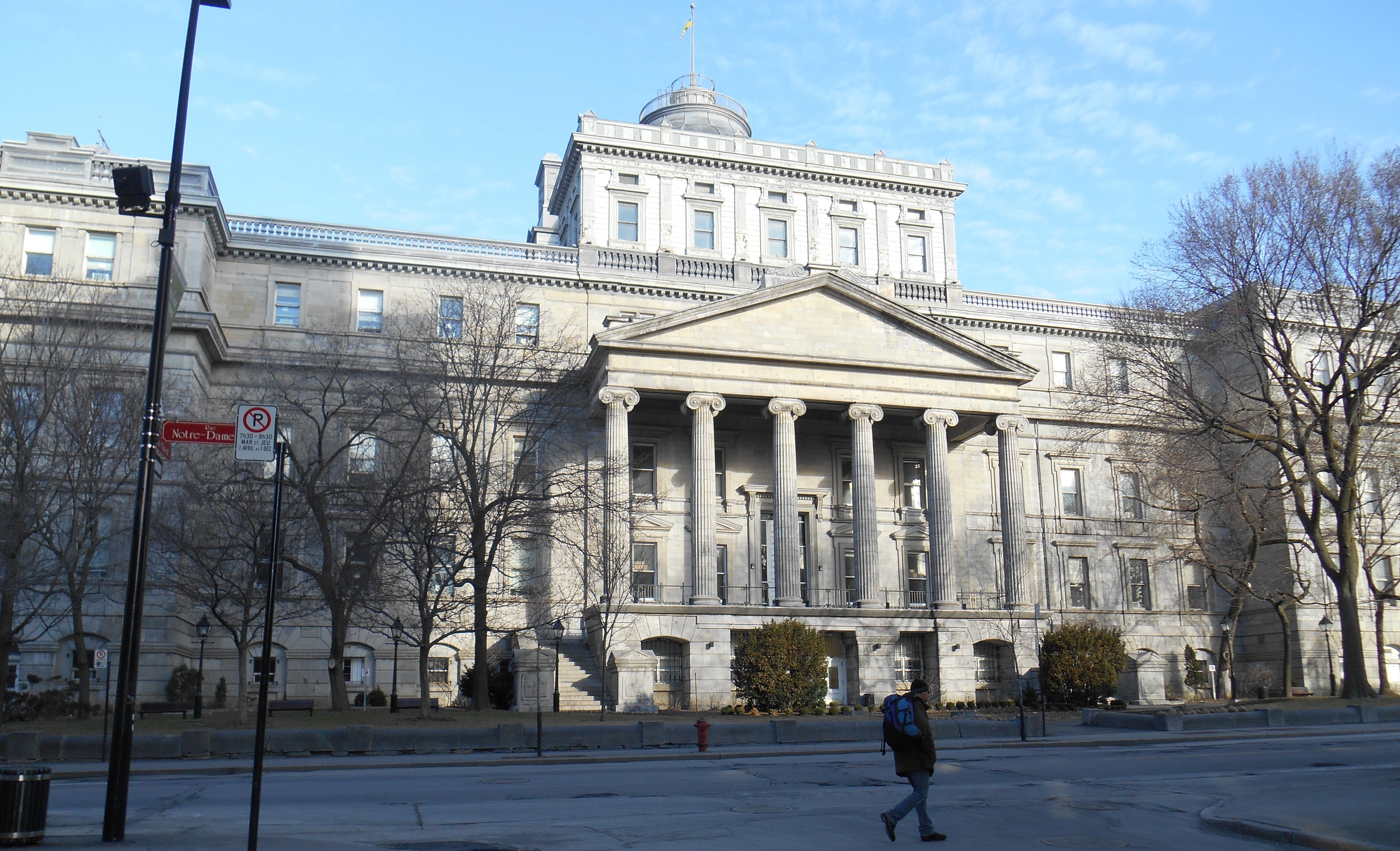
L'édifice en 2014.

À partir de 1890, sous la gouverne de l'architecte Maurice Perrault, fils de Henri-Maurice, on entreprend des travaux d'agrandissement. Un étage supérieur et une coupole sont ajoutés. En 1905, une annexe est également ajoutée, au 85, rue Notre-Dame Est.
De 1925 à 1970, le Vieux Palais recevait les causes civiles. Aujourd'hui, il est utilisé par le Service des finances et du contrôle budgétaire de la Ville de Montréal. 
Il a également abrité la salle du conseil municipal lors des travaux de restauration de l’hôtel de ville adjacent entre 2019 et 2024.

### Édifice Ernest-Cormier

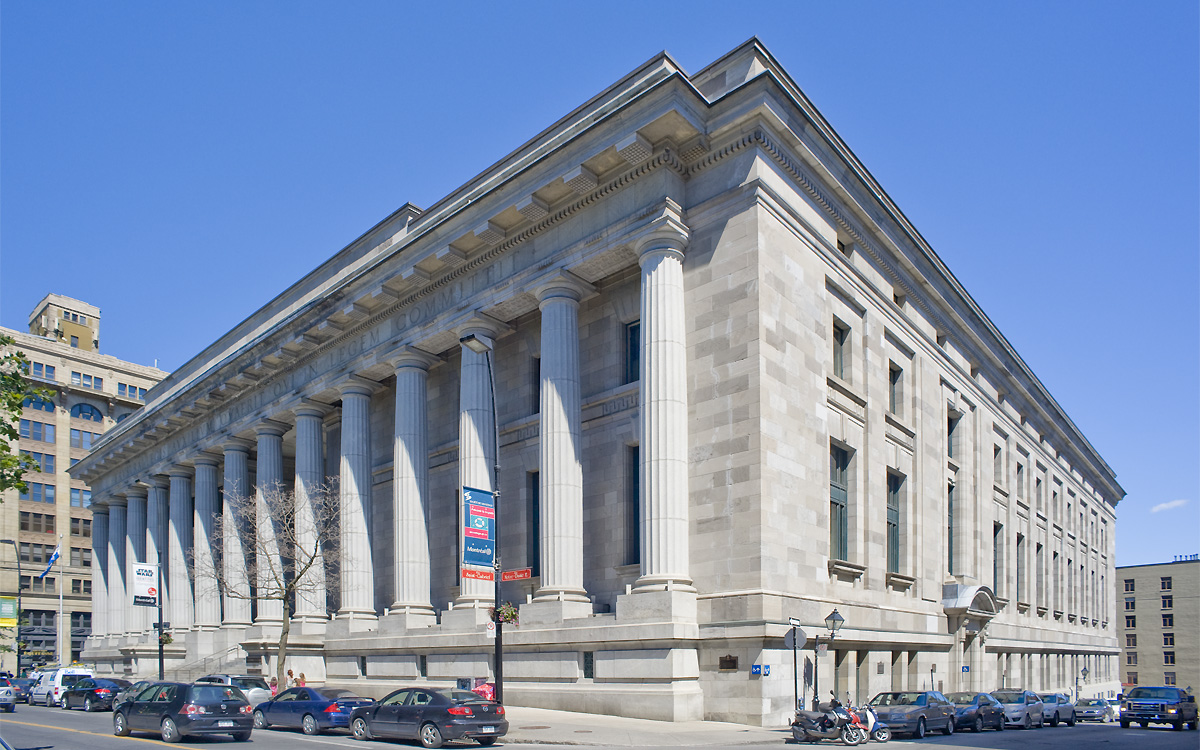
L'Édifice Ernest-Cormier, situé au 100, rue Notre-Dame Est.

Construit en 1925, l'ancien palais est l'œuvre des architectes Ernest Cormier et Louis-Auguste Amos. Il est d'une simplicité classique, avec une imposante colonnade. Sur l'architrave est inscrit en lettres romaines : « FRUSTRA LEGIS AUXILIVM QVAERIT QVI IN LEGEM COMMITTIT » (« Celui qui enfreint la loi cherche son aide en vain »).
De 1925 aux années 1970, il servait à traiter les affaires criminelles. Il a temporairement été occupé par les conservatoires de musique et d’art dramatique. Restauré de 2002 à 2005, il abrite aujourd'hui la Cour d'appel du Québec.

## Projet de palais de justice fédéral
En 2024, le gouvernement fédéral est en train de construire un nouveau palais de justice fédéral dans le Vieux-Montréal,. Le complexe regroupera quatre cours fédérales, soit la Cour d’appel fédérale, la Cour fédérale, la Cour d’appel de la cour martiale du Canada et la Cour canadienne de l’impôt, ainsi que le Service administratif des tribunaux judiciaires.